# اچ‌ام‌اس داونتلس (۱۸۰۴)
اچ‌ام‌اس داونتلس (۱۸۰۴) (به انگلیسی: HMS Dauntless (1804)) یک کشتی بود که طول آن ۱۲۰ فوت (۳۷ متر) بود. این کشتی در سال ۱۸۰۴ ساخته شد.